# リーナ・アンナーブ

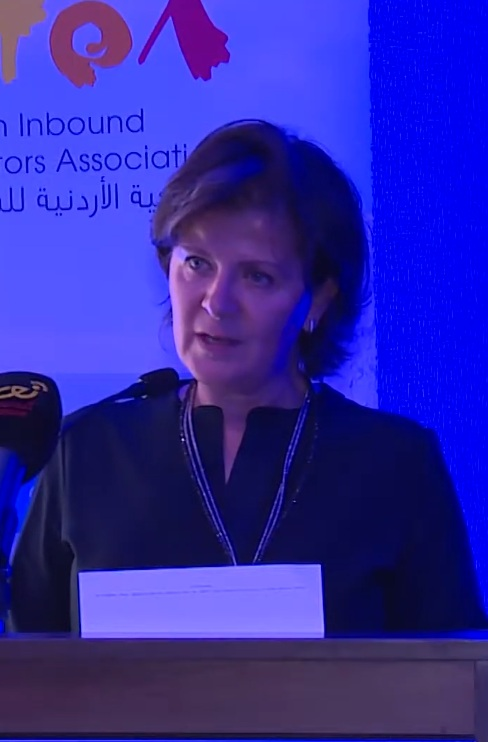
リーナ・アンナーブ（2019年）

リーナー・マズハル・アンナーブ（アラビア語: لينا مظهر عناب Līnā Maẓhar ʿAnnāb、英語: Lina Mazhar Annab、1966年11月29日 - ）は、ヨルダンの実業家、政治家で、元観光遺跡大臣。2019年5月29日より駐日大使を務めている。

## 経歴
リーナ・アンナーブは、アメリカ合衆国のジョージタウン大学を卒業した。2008年より、ザーラ・インベストメント・ホールディングでゼネラルマネージャー。2016年6月、ハーニー・アル＝ムルキー内閣の観光遺跡大臣に就任した。彼女はアメリカ東洋研究センター（現・アメリカ研究センター）の理事に選出されたが、国務大臣に任命された後に辞退した。2016年12月3日にヨルダンで開催されたアラブ航空サミットを後援した。国際連合教育科学文化機関（UNESCO）の第41回世界遺産委員会では、ヨルダン代表団を率いて出席した。2017年、ヨルダンで開催されたアラブ世界初となるオペラ・フェスティバルに参画した。
観光遺跡大臣としての任期末期に当たる2018年10月25日、死海の近くで1台のスクールバスが致命的な大洪水に襲われ、21人が命を奪われた。同年11月1日、1週間前に発生した事故の引責辞任として当時の教育大臣とリーナ・アンナーブが辞表を提出した。
2019年3月、リーナ・アンナーブは次期駐日大使に指名されたが、死海の事故で娘を亡くした医師と一部の議員がこの指名を妨害しようと試みた。紆余曲折を経て、ようやく5月29日に彼女は国王アブドゥッラー2世の前で駐日大使拝命を宣誓した。2019年6月19日、アンナーブ大使は東京の皇居で今上天皇に信任状を捧呈した。
駐日大使在任中の2019年10月22日、訪日中のフセイン王太子に随行して今上天皇の即位礼正殿の儀に参列した。
2025年2月7日、日本国政府より旭日大綬章を授与された。